# Girls in Their Summer Clothes
Singles de Bruce Springsteen
Radio Nowhere
(2007) Working on a Dream
(2008)
Girls in Their Summer Clothes est une chanson écrite, composée et interprétée par le chanteur américain Bruce Springsteen, sortie en single en novembre 2007, deuxième extrait de l'album Magic.

## Distinctions
La chanson gagne le prix de la meilleure chanson rock lors de la 51e cérémonie des Grammy Awards le 8 février 2009. Elle est également nommée dans la catégorie meilleure prestation vocale rock en solo.
À noter que Girls in Their Summer Clothes est la deuxième chanson tirée de l'album Magic à remporter le Grammy Award de la meilleure chanson rock après Radio Nowhere l'année précédente..

## Clip
Le clip vidéo, dévoilé le 15 janvier 2008, est réalisé par Mark Pellington.

## Classements hebdomadaires
| Classement (2007-2008)                 | Meilleure place |
| -------------------------------------- | --------------- |
| États-Unis (Billboard Hot 100)         | 95              |
| États-Unis (Adult Alternative Airplay) | 8               |